# Trellius riparius
Trellius riparius är en insektsart som beskrevs av Andrej Vasiljevitj Gorochov 1990. Trellius riparius ingår i släktet Trellius och familjen syrsor. Inga underarter finns listade i Catalogue of Life.